# Tijana Popović Mladjenović
Dr Tijana Popović Mladjenović (Beograd, 1962) je srpski muzikolog i profesor na Katedri za muzikologiju Fakulteta muzičke umetnosti Univerziteta umetnosti u Beogradu.

## Biografija
Rođena je 19. avgusta 1962. godine u Beogradu. Diplomirala je (1987), magistrirala (1992) i doktorirala (2007) na Odseku za muzikologiju Fakulteta muzičke umetnosti u Beogradu. Njen diplomski rad „Differentia specifica – iz kompozitorske prakse šezdesetih godina 20. veka u Beogradu”, potom magistarska teza „Muzičko pismo i svest o muzičkom jeziku sa posebnim osvrtom na avangardnu muziku druge polovine 20. veka”, kao i doktorska disertacija „Procesi panstilističkog muzičkog mišljenja” su publikovani.
Pored angažmana na Katedri za muzikologiju Fakulteta muzičke umetnosti u Beogradu, predaje i na Interdisciplinarnim studijama Univerziteta umetnosti u Beogradu (master i doktorske studije Teorije umetnosti i medija), kao i na Departmanu za muzikologiju i etnomuzikologiju Akademije umetnosti u Novom Sadu (doktorske studije Muzikologije). Bila je gostujući profesor Katedre za muzikologiju Filozofskog fakulteta Univerziteta u Ljubljani (Slovenija), Muzičke akademije Univerziteta u Sarajevu (FbiH) i Muzičke akademije Univerziteta u Cetinju (Crna Gora).
Kao stipendista francuske vlade, specijalizirala je 1991. godine na Univerzitetu Pariz IV – Sorbona (Sorbonne, Université de Paris IV, Doctorat du troisième cycle, 1990–1991), gde se usavršavala u oblasti savremene francuske muzike. Povodom istraživanja u okviru rada na doktorskoj tezi usavršavala se na studijskim boravcima u Bostonu (M.I.T., Boston University, Harvard University, 1998) i Oksfordu (Oxford University – New College, Magdalen College, Music Faculty, 2004).
Područja njenog naučnog interesovanja jesu evropska muzika fin de siècle-a, savremena muzika, estetika i filozofija muzike, problematika muzičkog mišljenja i interdisciplinarna muzikologija i nauka o umetnosti.
Didaktičke kompetencije: istorija evropske muzike – antičko doba, srednji vek, renesansa, barok, klasicizam; istorija srpske muzike u romantizmu; evropska muzika fin de siècle-a; fantazijski i baladni princip u muzici; muzička interpretacija i kreativni pristup muzičkom tekstu; fenomen fantazije u umetnosti; problematika muzičkog vremena; interdisciplinarni pristup umetnosti; opšta teorija savremene umetnosti; estetika, poetika i stilistika muzike XX i XXI veka.
Saradnik je muzičkih enciklopedija Die Musik in Geschichte und Gegenwart (drugo izdanje, 1998–2000), The New Grove Dictionary of Music and Musicians (drugo izdanje, 1999–2001), kao i Grove Music Online (2014). Jedan je od urednika oblasti Muzika u srpskom izdanju Velike opšte ilustrovane enciklopedije Larousse u pet tomova (Le Grand Larousse Illustré, prevod i dopuna; Beograd, Mono i Manjana, 2010–2011), kao i saradnik Srpske enciklopedije (Matica srpska, SANU, Zavod za udžbenike, Beograd, prvi tom 2011, drugi tom 2014).
Jedna od važnijih bibliografskih jedinica o Tijani Popović Mladjenović nalazi se u: Who’s Who in Music and Musicians’ Directory, Volume One in the Classical and Light Classical Fields, 18th Edition, International Biographical Centre – Cambridge, England, 2002.

## Članstvo
Član je programskog odbora više internacionalnih konferencija, kao i recenzent međunarodnih i domaćih naučnih časopisa. Bila je član uredništva muzikološkog časopisa Muzički talas, kao i edicije Ars Musica (1994–2010) izdavačke kuće Clio (Beograd).
Član je različitih naučnih i umetničkih udruženja, društava i odbora:
- Internacionalnog muzikološkog društva (IMS)
- Muzikološkog društva Srbije (bivši je predsednik Upravnog odbora MDS)
- Upravnog odbora Udruženja kompozitora Srbije (UKS)[1]
- Odbora odeljenja Matice srpske za scenske umetnosti i muziku[2]

## Naučni projekti
Učestvuje u realizaciji više naučnih projekata:
- (IPMS; od 2008);
- , Beograd, 2011–2014);
- , , , , Slovenia (član Međunarodnog redakcionog odbora ovog projekta od 2013);
- Projekt Jean Monnet Module, Erasmus +, Musical Identities and European Perspective: an Interdisciplinary Approach (ФМУ, Катедра за музикологију; 2014–2017);
- projekt u okviru Interdisciplinarnih doktorskih studija Univerziteta umetnosti u Beogradu (od 2015);

pet nacionalnih istraživačkih projekata (FMU, Katedra za muzikologiju, od 1993. do danas).

## Bibliografija (izbor)
Autor je pet knjiga, preko osamdeset studija (na srpskom, engleskom, francuskom i nemačkom jeziku) u kolektivnim monografskim izdanjima, međunarodnim i domaćim časopisima i zbornicima radova sa internacionalnih konferencija održanih u zemlji i inostranstvu, kao i urednik 15 različitih muzikoloških i muzičkih izdanja, od kojih je nekoliko medjunarodnih monografija.

### Knjige
- Muzičko pismo. Muzičko pismo i svest o muzičkom jeziku sa posebnim osvrtom na avangardnu muziku druge polovine XX veka, (drugo izdanje), Beograd, FMU, 2015.
-, 2014. (Co-authors: Blanka Bogunović  Ivana Perković)
- Procesi panstilističkog muzičkog mišljenja, Beograd, Fakultet muzičke umetnosti & Signature, 2009.[тражи се извор]
- Klod Debisi i njegovo doba, Beograd, Muzička omladina Srbije, 2008.
- – odabrani odlomci iz italijanske i francuske operske tradicije, Gornji MIlanovac, Milprom, 1997.
- Muzičko pismo, Beograd, Clio, 1996.

### Uredništvo
- Difrakcije kompozitorskog, muzičko-teorijskog, pedagoškog i društveno-kulturnog stvaranja Berislava Popovića, Tijana Popović Mladjenović, Ivana Petković Lozo i Ivana Miladinović Prica (ur.), Beograd, FMU & UKS, 2022.
- Матерња мелодија Момчила Настасијевића: интердисциплинарне рефлексије, Тијана Поповић Млађеновић, Ана Стефановић, Ивана Петковић Лозо и Игор Радета (ур.), Београд: ФМУ, 2021.
- Contextuality of Musicology: what, how, why and because, edited by Tijana Popović Mladjenović, Ana Stefanović, Radoš Mitrović i Vesna Mikić, Belgrade, Faculty of Music, 2020.
- Transpositions: Music/Image, edited by Ivana Perković, Tijana Popović Mladjenović, and Ivana Petković Lozo, Belgrade, Faculty of Music, 2016.
- Identities: the world of music in relation to itself, edited by Tilman Seebass, Mirjana Veselinović-Hofman, and Tijana Popović Mladjenović, Belgrade, Faculty of Music, 2012.
- Between Notalgia, Utopia and Realities, edited by Vesna Mikić, Ivana Perković, Tijana Popović Mladjenović, and Mirjana Veselinović-Hofman, Belgrade, Faculty of Music, 2012.

### Studije u časopisima i monografijama
- ’’ u poetici Petra Bergama, u: Marija Bergamo (ur.), Lik sjene – dekodiranja kompozitorske šifre Petra Bergama, Zagreb, Cantus, Hrvatsko društvo skladatelja & Bašćinski glasi, 2015, 59–76.
- , : Mirjana Veselinović-Hofman, Vesna Mikić, Tijana Popović Mladjenović & Ivana Perković (Eds.), Music Identities on Paper and Screen, Department of Musicology, Faculty of Music, University of Arts, Belgrade, 2014, 204–221. (Co-authors: Blanka Bogunović  Ivana Perković)
- Господари чекића, фауна и времена. Чекић без господара Пјера Булеза у контексту француског музичког писма времена, Зборник Матице српске за сценске уметности и музику, 51, 2014, 83–98.
- , : , 2013, 681–698.
- , 41, 2013, 5–25.
- Shvatanje pedagogije kompozicije – otisci Bergamovog pečata, Bašćinski glasi. Južnohrvatski (etno)muzikološki godišnjak. (Ethno)musicological Yearbook of Southern Croatia, 2013, 11, 245-256.
- , 2013, 322–330.
- , 2013, 448–459.
- , 2012, 71–82.
- , 2012, 29–47.
- , 2012, 35–48.
- , 2012, 111–131.
- , 2012, 40, II, 5–78. (Co-authors: Blanka Bogunović  Ivana Perković)
- Консеквенце Вагнерове музичке драме у француској књижевности и Пелеасу и Мелисанди Клода Дебисија – где, зашто, како и куда?, Зборник Матице српске за сценске уметности и музику, 46, 2012, 81–100.
- , 2011, 137–152.
- Рецепција стваралаштва Ст. Мокрањца у контексту савремене писане речи о музици, Мокрањац, 13, децембар 2011, 2–20.
- , 2010, 227–235.
- , 2010, 35–59.
- , 2010, 575–584.
- T
- , 2009, 45–57.
- Време и свет који се разоткривају пред Квартетом за крај времена Оливијеа Месијана, Зборник Матице српске за сценске уметности и музику, 40, 2009, 115–127.[3]
- Heteroglossia and Reinterpretation of Music Theory and Analysis at the End of the 20th Century, in: M. Živković, A. Stefanović & M. Zatkalik (Eds.), Muzička teorija i analiza, Beograd, Fakultet muzičke umetnosti & Signature, 5, 2008, 119–129.
- , 32, II, 2008, 23–32.[4]
- Пројекције времена у гудачким квартетима Дмитрија Шостаковича, Зборник Матице српске за сценске уметности и музику, 37, 2007, 17–48.
- Прича о балади у музици, Нови Звук, 30, 2007, 15–33.
- /2, 2007, 305–332.
- , 2007, 1–5,[5]
- Музичка модерна у Србији друге половине XX века, у: Мирјана Веселиновић-Хофман (ур.), Историја српске музике. Београд: Завод за уџбенике, 2007, 215–245.
- , 2004, 31–39.
- , Пројекат Растко – Библиотека српске културе на Интернету, 1999.[6]
- Пелеас и Мелисанда Клода Дебисија – опера или антиопера, Музички талас, 1997, 4, 3–6, 54–73.
- . Музички језик (3), Музички талас, 1995, II, 4–6, 28–40; 1996, III, 1–3, 36–52; 1996, III, 4, 18–49.
- Вишеструкост и кохерентност. Разговор са Срђаном Хофманом, Нови Звук, 3, 1994, 11–18.
- Из композиторске праксе шездесетих година 20. века у Београду, Зборник Матице српске за сценске уметности и музику, 14, 1994, 103–114.
- Tekstovi o muzici Petra Bingulca kao fakt i kao umetnički doživljaj, Zagreb, Zvuk, 1, 1989, 19–31.
- Muzika u francuskoj književnosti srednjeg veka (X–XII vek), Sarajevo, Zvuk, 2, 1983, 89–99.

### Intervjui
- Musicology as an Unbounded Musical and Lived Space-Time: A Conversation with Dr. Tijana Popović Mladjenović, New Sound - international journal for music, no. 61, I/2023, 1-20.[7]

### Recenzije knjiga
- Hohagen, Jesper (децембар 2014). „Book Review: Tijana Popović Mladjenović, Blanka Bogunović, & Ivana Perković, Interdisciplinary Approach to Music: Listening, Performing, Composing”. Musicae Scientiae. 18 (4): 497—499. doi:10.1177/1029864914553391., SAGE publications}-.
- , 2011, 37, 1, 95–99.
- Marija Ćirić, Oblik mišljenja. Procesi panstilističkog muzičkog mišljenja, Tijana Popović Mladjenović. NIN, 13. oktobar 2011.
- Zorica Premate, U društvu sinova boga sna. Razgovor sa muzikologom Tijanom Popović Mladjenović povodom njene knjige Procesi panstilističkog muzičkog mišljenja. Politika, 18. septembar 2010.
- . 80  (3):  494–496, Oxford University Press.
- Владан Радовановић: Постојање музике у писму (Тијана Поповић Млађеновић, Музичко писмо, Београд, Clio, 1996), Политика, 23. март 1996.
- Мелита Милин: Тијана Поповић Млађеновић, Музичко писмо, Београд, Clio, 1996. Зборник Матице српске за сценске уметности и музику, 1996, 18–19.
- Marija Masnikosa: Tijana Popović Mlađenović, Muzičko pismo, Beograd, Clio, 1996. ProFemina, 1996, 7.
- Ана Котевска: Тијана Поповић Млађеновић, Музичко писмо, Београд, Clio, 1996. Нови звук, 1996, 7.

## Spoljašnje veze
- Пројекат Растко/Тијана Поповић-Млађеновић-Клавирска музика Роберта Толингера
- RTS/Kako slušati muziku